# Біллі Бутчер
Не плутати з Біллі Батчером.

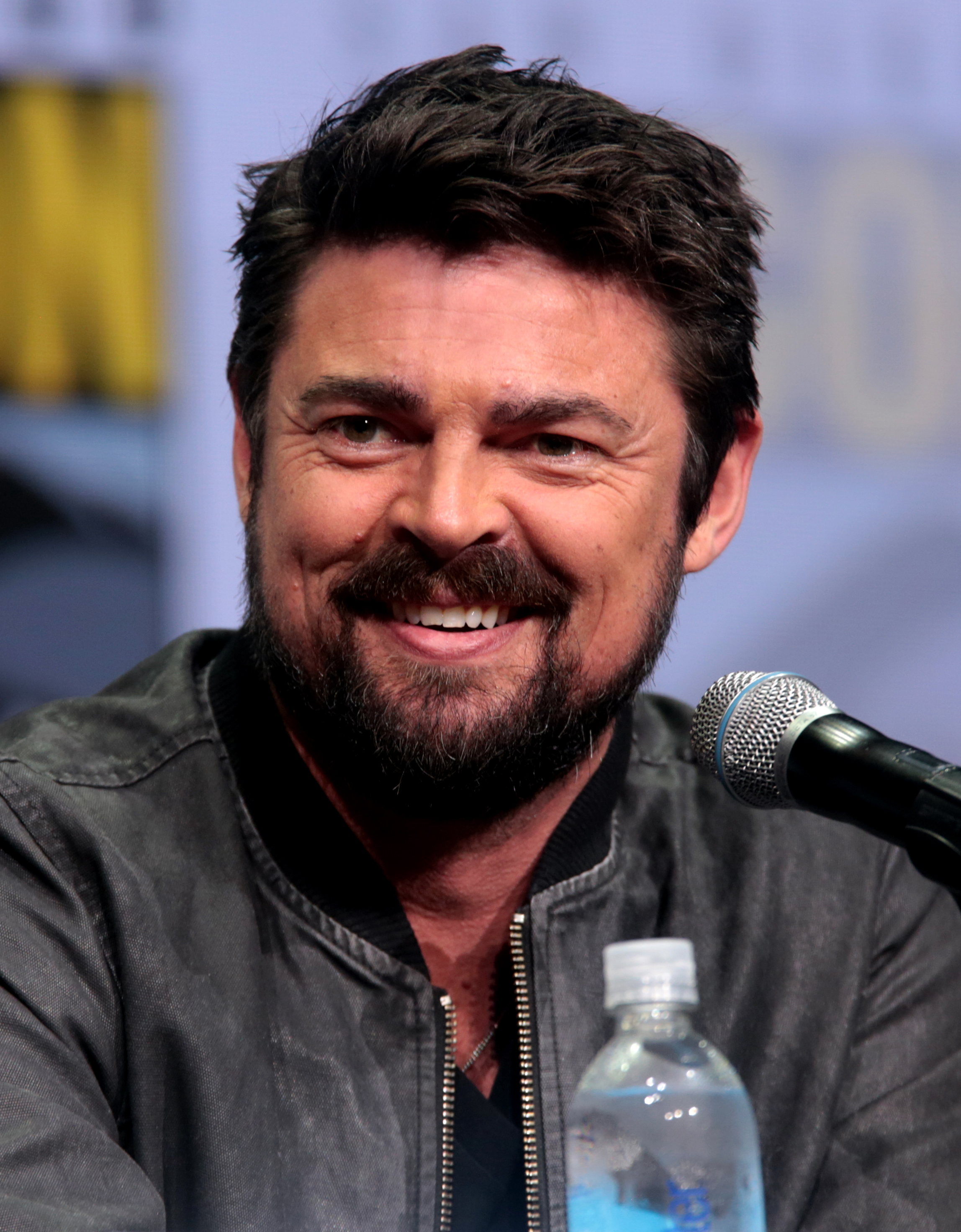
Урбан на San Diego Comic-Con 2017 року.

Вільям Дж. «Біллі» Бутчер — вигаданий персонаж і антигерой, який з'являється у серії коміксів Хлопаки, створеної Гартом Еннісом та Даріком Робертсоном. Він є лідером Хлопаків, групи ЦРУ-спонсорованих оперативників агентів (яка складається з Ві Хьюгі, Матері Молоко, Француза та Дівчини), які спостерігають, записують та іноді усувають супергероїв, штучно створених мега-конгломератом Vought. Він є Гоумлендеру головним ворогом, якого він звинувачує у зґвалтуванні та смерті його дружини Беккі, і також розвиває інтенсивну ненависть до всіх надлюдей. Бутчер також є одним із головних героїв в Prime Video телевізійній адаптації Хлопаків.
Бутчер переважно зіграний Карлом Урбаном в Prime Video стримінговій адаптації та її спін-оффі. Лука Віллацис і Джош Захарія зіграли його в молодості у третьому сезоні, а Джеффрі Дін Морган втілив його внутрішній образ у четвертому сезоні (під ім'ям Джо Кесслер). Бутчер також озвучений Джейсоном Айзексом і Кей Елювіан у анімації.

## Появи

### Серія коміксів

#### ХлопакитаГерогазм
У дитинстві, виростаючи у Східному Лондоні, Бутчер спостерігав, як його батько щодня знущався над матір'ю, що призвело до виникнення ненависті до старшого Бутчера і майже підштовхнуло його до вбивства. Його молодший брат Ленні відговорив його від цього, але лише через те, який вплив це б мало на їхню матір. Бутчер пішов служити в Королівську морську піхоту та був поранений під час Фолклендської війни. Після служби Бутчер став саморуйнуватися, зловживаючи алкоголем та нападаючи на друзів і незнайомців без видимої причини (він навіть одного разу був суджений військовим трибуналом). Це змінилося в день, коли він зустрів свою майбутню дружину, Беккі Сандерс. Після цього не було зафіксовано жодних нападів; Малорі вважає, що присутність Беккі заспокоювала Бутчера. Проте причина кампанії Бутчера проти супергероїв пов'язана з гнівом, який він відчував після зґвалтування та смерті своєї дружини від рук «супа». Після дивного періоду емоційної дистанції між ними, Бутчер прокинувся та знайшов свою дружину розпоротою на їхньому ліжку, з передчасно народженою, надлюдською дитиною, яка левітувала над нею; після того, як дитина напала на Бутчера своїм тепловим зором, він убив її лампою. Втрата дружини зруйнувала внутрішній спокій Бутчера та пробудила його старих демонів. Після того, як його затримали, він прочитав щоденник Беккі (наданий Малорі) і дізнався, що його дружина, очевидно, була зґвалтована найвидатнішим супергероєм у світі — Гоумлендером. Засліпивши чиновника уряду Великобританії, який погрожував Бутчеру ув'язненням, якщо той не піде на змову з прикриття смерті Беккі, Бутчер був завербований Малорі для участі у підприємстві, яке пізніше еволюціонувало у Хлопаків.
Згідно з випуском #50: На момент розпуску Хлопаків, який відбувся через кілька місяців після подій 11 вересня, Бутчер заявив, що він працював на Малорі протягом 15 років. Це вказує на те, що він розпочав приблизно в 1986 році. Бутчер і Малорі діяли як пара протягом кількох років, доки операція проти важливої цілі, Веб-Плетача (Веб-Плетач, натяк на інтерпретацію Хлопаків персонажа Людини-павука), не призвела до збільшення підтримки команди. У випуску #55 Малорі розповідає Ві Хьюгі, що Бутчер завербував Мати Молоко, а згодом Француза та Дівчину (скоріш за все, через їхню готовність до жорстоких дій). З часом Бутчер поступово почав контролювати групу, поступово збільшуючи рівень насильства, який Хлопаки застосовували проти супів, часто маніпулюючи подіями так, щоб єдиним виходом було використання смертоносної сили.
Бутчер тепер утримується від алкоголю, надаючи перевагу газованій воді, і уникає непотрібної саморуйнуючої поведінки своєї молодості (яка була спровокована алкоголем), регулярно спілкуючись зі своїм спонсором та колишнім приятелем по випивці Проінсасом. Бутчер також, здається, з радістю готовий допомогти другу в біді, навіть якщо це означає, що він отримає побиття у процесі, кажучи М. М. після одного з таких побиттів: «Це болить тільки коли я сміюся… Хахахаха». Водночас М. М. відзначає, що Бутчер ніколи не піднімає цю тему, залишаючи її висіти над головою М. М. (як мотивацію). Він справді прив'язаний до Х'юї, але в той же час навмисно ставить Х'юї в ситуації, де той повинен використовувати насильство або вбити противника, рідко тримає його в курсі подій або змагається з ним. Пізніше Х'юї розуміє, що це було задумано, щоб загартувати його в обличчі того, чим займаються Хлопаки, а психологічні ігри, ймовірно, пов'язані з усвідомленням Біллі інтуїції Х'юї та його навичок як аматорського детектива. Хоча Бутчер іноді здається безжальним у своїх стосунках з командою, відкрито називаючи Француза та Дівчину божевільними, він готовий взяти на себе роботу самостійно, аніж ризикувати втратою команди під час операції, як це сталося, коли він самостійно зустрічає Payback, щоб прикрити втечу команди, та його небажання дозволити комусь іншому супроводжувати його до Білого дому, щоб зіткнутися з Гоумлендером.
Бульдог на ім'я Терор є його постійним супутником; цей пес навчений мати статеві стосунки з чим завгодно на команду Бутчера («Терор… Хавай його.»). Бутчер надзвичайно захищає Терора, навіть загрожуючи Гоумлендеру зламати перемир'я, після того як Гоумлендер намагається атакувати Терора за те, що той помочився на його ногу у випуску #20. У цій же історії Гоумлендер ставить під сумнів мотиви Бутчера, і хоча Бутчер не відповідає словами, Гоумлендер перевіряє пульс і серцебиття Бутчера та висловлює гіпотезу, що війна Хлопаків проти супергероїв — це все, що залишилось Бутчерові для життя — війна, яку він не сподівається пережити. Подібним чином, Малорі бачить, що те, що він ненавмисно дав Бутчерові після його вербування в Хлопаки, — це безперервна війна, яка постійно дозволяє йому реалізувати насильницьку частину своєї сутності.
У Over the Hill with the Swords of a Thousand Men, під час фінального зіткнення у Вашингтоні, Бутчер дізнався, що це Чорний Нойр убив його дружину, а не Гоумлендер, і зрештою отримав помсту. У випуску #68 стало відомо, що він таємно виготовляв більше модифікованого Компунду V з #11–14 (який може бути активований для вбивства надлюдей), щоб, якщо він виживе, знищити величезну кількість потенційних надлюдей. Битва за Вашингтон була виграна, оскільки Бутчер отримав інформацію про те, як націлити ракети на нейрони в надлюдських мозках; це і Компунд V змусили Молоко підозрювати, що Бутчер сфальсифікував смерть Вогельбаума і використовує його для розробки більше для себе.
У The Bloody Doors Off, після Вашингтона, Бутчер розкриває свої плани використовувати свій Компунд V, щоб вбити всіх потенційних надлюдей в акті геноцид, числом у мільярди людей. Бутчер вбиває їхнього союзника Вас (Коханець Любові), щоб приховати свій план, а потім вбиває Легенду, щоб запобігти будь-якій інформації, що досягне Х'юї. Бутчер раптово оголошує тримісячну відпустку для команди, виявляючи своє намір зробити Х'юї своїм заступником (щоб завдати шкоди внутрішній комунікації групи), про що Х'юї визнає, що забув просити раніше. Також стає відомо, що він вбив колишню дружину Молока на очах у його доньки, щоб запобігти тому, щоб Молоко поїхав до Лос-Анджелеса, щоб розібратися з нею. Після підтвердження з Молоком, що той не погодиться з планом Бутчера, Бутчер вибачається перед Молоком і вбиває його, перш ніж використати вибух, щоб вбити Француза та Дівчину.
Виявивши його план, Х'юї пізніше зустрічається з Бутчером на вершині Емпайр-Стейт-Білдінг, і після короткої бійки вони обидва падають на нижчу платформу, де Бутчер ламає шию, стаючи паралізованим з шиї донизу. Після короткої розмови з Х'юї, в якій він визнає своє минуле і зізнається, що вбив Молока, Француза та Дівчину, на місце прибуває поліційний гелікоптер. Знаючи, що його закриють на все життя як інваліда, Бутчер обманює Х'юї, змусивши його вбити його, неправдиво стверджуючи, що він вбив батьків Х'юї. Х'юї, у запалі гніву, встромляє металевий шип у груди Бутчера, вбиваючи його. Вірний своєму характеру, Біллі вмирає з усмішкою.

#### Highland Laddie
У Highland Laddie, що відбувається між The Innocents та The Big Ride, Бутчер з'являється в сценах, що пояснюють, чому Х'юї взяв відпустку від Хлопаків, та в мовчазних флешбеках, коли Х'юї розмірковує про свої думки про нього.

#### Butcher, Baker, Candlestickmaker
У Butcher, Baker, Candlestickmaker досліджується минуле Бутчера, коли він згадує своє життя, відвідуючи похорон свого батька, розмовляючи з його трупом про час, проведений у Королівських морських силах, участь у Фолклендській війні, знайомство та одруження з його дружиною Беккі, а також вступ до ЦРУ та приєднання до групи black ops Хлопаків після її смерті. Завершуючи заявою про те, як сильно він завжди ненавидів свого батька, незважаючи на те, що не бачив його двадцять років, Бутчер сечеться на його тіло.

#### Dear Becky
У Dear Becky, що відбувається через дванадцять років після смерті Бутчера, Х'юї отримує щоденник Бутчера від невідомої особи, що призводить його до роздумів про свої минулі дії та вбивство Бутчера. Читаючи щоденник, розкриваються минулі дії Бутчера та його моральні виправдання, зокрема катування і вбивство бунтівних надлюдей (включаючи дітей) і те, як він розробив свої плани на геноцид, спрямовані проти надлюдей. Врешті-решт, стає відомо, що Рейнер надіслала Х'юї щоденник в спробі залякати його, щоб відновити свою політичну кампанію; потім Х'юї виявляє, що Бутчер мав докази різних військових злочинів, які вона скоїла, але він тримав це в секреті, натомість вирішивши посмертно зруйнувати її кар'єру через секс-скандал.

### Телевізійний серіал

#### The Boys(2019–досі)
У стрімінговий телевізійний серіал екранізації, Карл Урбан грає цього персонажа. На відміну від коміксів, у Бутчера є борода, хоча до зникнення його дружини він був гладко виголеним, помилково вважаючи, що Гоумлендер вбив її, прагнучи знищити Vought International в цілому. Лука Віллакіс та Джош Захарія зображують молодшого Бутчера у флешбеках третього сезону третього сезону, а Джеффрі Дін Морган також зображує один з втілень Бутчера у четвертому сезоні як «Джо Кесслер».

##### Сезон 1 (2019)
Біллі вперше з'являється в «The Name of the Game», коли він заходить у магазин, де працює Х'юї Кемпбел, і (під виглядом агента Федеральне бюро розслідувань) пропонує йому можливість помститися Vought International і їхнім «Супер» супергероям після того, як колишня дівчина Х'юї була випадково вбита супером на ім'я А-Трейн. Хоча спочатку він вагався, Х'юї врешті-решт погоджується і Біллі веде його в секретне місце, де розповідає про Хлопаків.
Після деяких умовлянь Біллі нарешті вдається змусити Х'юї приєднатися до його справи і наступного дня відвести його до штаб-квартири Vought під виглядом того, що вони отримують вибачення від А-Трейна, хоча насправді він замість цього встановлює прослуховуючий пристрій у конференц-залі прем'єрної супергеройської команди Vought, Семерки. На жаль, Х'юї спіймали на гарячому супергерой Транслюсент, який слідкує за ним назад до магазину і намагається його вбити, але Бутчер рятує Х'юї, нейтралізуючи та потім викрадаючи Транслюсента. Не маючи куди йти, він звертається за допомогою до старого друга Француза. Француз спочатку сердиться на те, що Бутчер звернувся до нього, однак обидва миряться і зрештою знаходять спосіб вбити Транслюсента; однак саме Х'юї стає тим, хто натискає на курок.
Невдовзі після смерті Транслюсента Бутчер підходить до ще одного старого друга, Матері Молока «ММ», просячи його знову приєднатися до Хлопаків. ММ спочатку відмовляється, але його переконує Біллі повернутися. Невдовзі, в епізоді «Жіноча частина виду», Хлопці знаходять Жінку в підвалі, яка деякий час була об'єктом ін'єкцій Компаунду V. Її врешті-решт приймають до Хлопців, незважаючи на те, що Бутчер спочатку вважає її небезпечною.
Ненависть Біллі до надлюдей живиться його особистою ненавистю до Гоумлендера, лідера Семерки, після нібито смерті його дружини Бекки Бутчер. Незабаром після зникнення його дружини до Бутчера звертається Грейс Меллорі, показуючи йому відео з CCTV, на якому його дружина та Гоумлендер разом у Seven Tower. Біллі вірить, що Гоумлендер став причиною її зникнення, вважаючи, що він її вбив, живлячи особисту помсту, що тривала наступні вісім років.
Невідомо Біллі, що Бекку помістили в програму захисту свідків Vought International, оскільки вона була вагітною і народила дитину Гоумлендера — дитину з покращеними здібностями, включаючи тепловий зір Гоумлендера. У «Ти знайшов мене» Гоумлендер вперше показує Бутчеру Бекку з моменту її зникнення.

##### Сезон 2 (2020)
У другому сезоні, після подій Бутчер, Біллі знову збирається з Хлопцями. У «Over the Hill with the Swords of a Thousand Men» він викрадає яхту і укладає угоду з Меллорі, щоб перевезти Кенджі до пункту зустрічі. У відповідь Грейс обіцяє Бутчеру місцезнаходження Бекки. Коли Хлопці перевозять Кенджі, напруга між Бутчером та Х'юї зростає, коли Х'юї б'є Бутчера за те, що той вдарив його минулого разу. Більше того, коли Хлопці дивляться новинну статтю про те, як Компаунд V розкривається публіці, всі члени, окрім Бутчера, вітають Х'юї. Хлопців перехоплює поліцейський гелікоптер, і їм повідомляють, що їх заарештовують за крадіжку яхти. Кенджі звільняється від своїх кайданів і намагається напасти на Бутчера та ММ. Кіміко відштовхує його, і він замість цього збиває гелікоптер своїм телекинетичним ударом. Ситуація загострюється, коли яхту атакує Глибокий, змушуючи Хлопців перевезти Кенджі за допомогою запасного катера. Коли вони мчать до берега, їхній шлях блокує кит, тому Бутчер проникає через нього. Вирішивши не зупинятися, Бутчер наказує Хлопцям втекти через дощову каналізацію. Семерка прибуває, і Бутчер відволікає Гоумлендера достатньо, щоб Кенджі зміг поховати його під уламками. Хлопці не встигають забрати Кенджі і перевезти його, оскільки Кенджі вбиває Штормфронт.
Butcher meets Grace at a memorial shrine for the 59 apartment tenants who were killed by Stormfront. She explains to Butcher that she has a reoccurring dream: She is onstage at Carnegie Hall and everyone who got killed by a Supe is in the audience staring at her. She then gives Butcher information on an eyewitness who knows about Liberty and tells him to give it to Mother's Milk. She also gives Butcher Becca's location. Confused, Butcher asks why give it to him if he failed to deliver the terrorist. Mallory apologizes to Butcher, that she's sorry that she was the reason Butcher stopped searching for Becca by replacing it with a vendetta against Homelander. Grace expresses that she would like to have «one less audience member staring at her».
Butcher uses the information to find the facility Becca is living in. The two have sex and catch up after being separated for 8 years. Butcher reasons they have to escape, but Becca is reluctant to leave. She reasons that no matter what happens, Butcher will find some way to get rid of Ryan. Butcher tries to convince her he wants to help raise Ryan, but Becca explains she knows Butcher's true nature, that he was broken before she ever entered his life. Becca's assumptions come to light when Butcher admits to calling Ryan a supe freak and says that they should hand him over to Vought so the two of them can escape and living in hiding. Becca refuses, stating she needs to be there for Ryan, otherwise Vought will only recreate Homelander. Butcher tries to plead with her, but Becca gets into her car. Butcher attempts to stop her, but she activates an alarm and warns him to go. Butcher leaves, disappointed at what his wife has become.Після того, як Зоряна видаляє чіп-трекер, її відвозять до схованки Хлопців, де вона зустрічається з Бутчером. Енні досі сердиться на Бутчера за те, що той вистрілив у неї, тоді як Бутчер ігнорує її гнів і зосереджується на інформації, яка є в наявності. Хлопці розслідують Центр Сейдж Гров. Бутчер, Х'юї та Зоряна чекають зовні на об'єкт, щоб надати допомогу Французу, Матері Молоку та Кіміко, поки ті проникають у заклад. Зоряна робить вхід, у той час як Бутчер націлює свою гвинтівку їй у голову, обмірковуючи, чи вистрілити. Він вирішує не робити цього. Коли Зоряна повертається і пропонує Бутчерові руку допомоги, він відмовляє їй. Обурена віддаленою поведінкою Бутчера і його постійно грубими вчинками, Енні confronts him. Вона провокує суперечку, порівнюючи Бутчера з Гоумлендером. Їх перериває поява Штормфронт. Коли Штормфронт йде, вони віддають наказ іншим членам відступити. Їм невідомо, що заклад увійшов в режим блокування, і ув'язнені намагаються втекти. Один з пацієнтів зустрічає Бутчера і Зоряну і благає їх не завдавати йому шкоди. Обидва намагаються заспокоїти чоловіка, але він випускає електромагнітний імпульс, відкидаючи їх назад і перевертаючи фургон з Х'юї всередині. Бутчер вбиває пацієнта, а двоє перевіряють Х'юї, у якого в животі уламки. Біллі та Енні залишають заклад, щоб знайти медичну допомогу для нього, залишаючи інших захищатися самостійно.
Енні зупиняє автомобіль і просить водія допомогти їм. Водій помічає пістолет Бутчера і, у свою чергу, дістає свій пістолет і погрожує їм, вважаючи, що вони намагаються його пограбувати. Енні черпає енергію з автомобіля чоловіка і вражає його енергетичним ударом. Вони залишають тіло чоловіка і їдуть геть. Енні зізнається, що стала безчутливою до того, що цивільні постраждали, заробляючи мовчазну повагу Бутчера. Обидва відвозять Х'юї до лікарні і стежать за ним, а потім спілкуються про те, наскільки багато вони знають про Х'юї, обидва вважаючи, що він занадто хороший для них.
Бутчер отримує дзвінок від одного з членів банди, який повідомляє йому, що у них є відвідувач. Бутчер піднімається наверх, щоб побачити, що Бекка знайшла його. Біллі обіймає її, і вона говорить йому, щоб він допоміг їй, бо Гоумлендер забрав Райана. Біллі та Хлопці планують, як вони збираються знищити кожного члена Семерки. Однак за спиною Бекки Бутчер організовує таємну зустріч зі Стеном Едгаром.
Бутчер зустрічається з Едгаром, щоб обговорити Райана. Бутчер пояснює, що знає, що Райан є запасним планом Vought на випадок, якщо Гоумлендер вийде з-під контролю, і що цей «план» зазнає невдачі, якщо Райан прив'яжеться до Гоумлендера. Потім Бутчер пропонує свою допомогу в розв'язанні цієї проблеми. Едгар запитує, чому Бутчер думає, що він навмисно зрадить свого «друга». Бутчер каже, що знає, що Едгар безжальний, бо знає, що Vought перетворює когось, як Штормфронт, на одного з найбільш улюблених супергероїв Америки. Едгар виправдовує свої дії як бізнес-прогрес, оскільки Штормфронт допомогла поліпшити їхні акції. Бутчер тоді нагадує Едгару, що Штормфронт повинна його турбувати з очевидних причин, на що Едгар розкриває, що вона його дійсно турбує, але він вибирає не зосереджуватися на тому, що хоче. Бутчер пропонує забрати Райана від Гоумлендера, а потім він зателефонує до Vought, щоб вони забезпечили Райана. У відповідь Vought зробить кращу роботу, щоб приховати його. Едгар погоджується і обіцяє перемістити Бекку та Райана в безпечне місце, але Бутчер відмовляється, кажучи, що Бекка залишиться з ним. Едгар запитує, чи спробує Бекка знайти свого сина. Бутчер каже йому сказати їй, що це єдиний спосіб тримати Райана в безпеці від Гоумлендера. Бутчер простягає руку та укладає угоду, щоб Vought сказала йому, де вони, а він забезпечить хлопця. Едгар погоджується.
В момент, коли Гоумлендер залишає кабіну, щоб слідувати за відволіканням Французького, Біллі та Бекка підходять, щоб забрати Райана. Вони супроводжують його до ангара, де ховаються Хлопці. Біллі потім змінює план і наказує М. М. вивести Бекку та Райана з бою перед тим, як він почнеться. Бекка відмовляється, запитуючи його, чому план має змінюватися. Біллі reveals that he secretly made a deal with Stan Edgar to give up Ryan, and in exchange, he and Becca can live together again. Бекка погоджується і, з великою неохотою, йде з М. М., але їхній автомобіль перехоплює Штормфронт. Біллі мчить до автомобіля і допомагає їм вийти. Біллі наказує М. М. залишитися з рештою Хлопців і відволікти Штормфронт, поки він таємно супроводжує Бекку і Райана.
Штормфронт знаходить їх і вимагає Райана. Біллі відмовляється, тому Штормфронт нейтралізує його своїм плазмовим блискавкою. Обурена, коли Бекка втикає їй у око, Штормфронт утримує Бекку в задушливому захваті. Біллі приходить до тями і намагається зупинити Штормфронт, стріляючи в неї і вдаряючи її важелем, але це навіть не впливає на Штормфронт. Райан в паніці використовує свій лазерний зір. Коли Бутчер приходить до тями після атаки, він помічає покалічену Штормфронт, Райана, який плаче і вибачається, і смертельно поранену Бекку. Бекка вимагає, щоб він запевнив Райана, що це не його провина, і пообіцяв берегти Райана, перш ніж померти. Коли Гоумлендер приходить забрати Райана, Бутчер відмовляється, кажучи, що пообіцяв Бекці. Він тримає Райана під своїм захистом і передає його Грейс Меллорі та ЦРУ, які триматимуть його в безпеці.

##### Сезон 3 (2022)
У рік після смерті Бекки Бутчер продовжує очолювати Хлопців під патронажем Федерального бюро справ суперлюдей, хоча без Х'юї (який тепер є офіцером зв'язку між Хлопцями та ФБСА) і М. М. (який хотів більше часу проводити з дочкою, Джанін), тепер з штаб-квартирою в Праска (хмарочос). Бутчер не вживав алкоголь протягом року і служить сурогатним батьком для Райана. Під час однієї місії, де супермогутній Термін, що змінює розмір, випадково вбив свого хлопця, Бутчер рятує Французького, затискаючи Термін у мішок з кокаїном і змушуючи його передозувати, але вирішує не вбивати його згідно з наказами Х'юї. Дізнавшись, що Термін не постане перед судом через угоду про спонсорство між Vought і Terminix, Бутчер висловлює своє розчарування через те, що йому дозволяють тільки затримувати супермогутніх нижчого рівня за незначні злочини.
З Квін Мев як працювала інформатором для Хлопців, вона повідомляє йому про існування зброї під назвою «B.C.L. Red», яка нібито вбила легендарного супермогутнього Солдата Боя в 1984 році і може бути використана для вбивства Гоумлендера. Вона надає йому флакони V24, експериментального варіанту Комплексу V, який надає суперсили на 24 години. Бутчера відвідує Гоумлендер, розлючений через те, що його змушують публічно вибачитися за його стосунки з Штормфронт і мусить співпрацювати в Семерці зі Зоряною; з невеликою емпатією до їхніх обох складних ситуацій, Бутчер і Гоумлендер присягають колись вступити в «вогняну» битву на смерть.
Під час розслідування колишніх членів Пейбеку, команди Солдата Боя, Бутчер підходить до колишнього напарника та підопічного Солдата Боя — Ганпауера, супера, озброєного вогнепальною зброєю з експертними навичками стрільби. Намагавшись шантажувати Ганпауера для отримання інформації щодо смерті Солдата Боя, використовуючи копію скарги на «звичне [фізичне] насильство» з боку Солдата Боя, надану М. М., Бутчер отримує поранення і втікає від Ганпауера після перестрілки. Х'юї повідомляє йому, що Вікторія Нуман, директор ФБСА, є головним вибухником і прийомною донькою Стана Едгара, що Войт контролює опозицію через ФБСА, і що для боротьби з Войт їм доведеться діяти «[по способу] Бутчера». Після прийому V24 Бутчер повертається до Ганпауера, б'є його та допитує, демонструючи суперсили, включаючи надзвичайну витривалість, надзвичайну силу та лазерний зір. Дізнавшись, що Солдат Бой нібито загинув під час місії в Нікарагуа у 1984 році за підтримки ЦРУ, а його власний наставник Грейс Меллорі була справником справ Пейбеку, Бутчер вбиває Ганпауера.
Відвідуючи Райана, Бутчер шантажує Меллорі, щоб дізнатися, що вона знала про смерть Солдата Боя. Меллорі розкриває, що після того, як їй довелося визнати залучення Пейбеку та Войт в Операцію Чарлі, спільні силиSandinista та радянські сили вбили Солдата Боя, перевізши його тіло за залізну завісу. Бутчер обурюється прихованою Меллорі інформацією про існування зброї, яка може вбити Гоумлендера, вважаючи, що смерть Бекки могла бути запобігнена. Меллорі захищає свої дії, кажучи, що або зброя не спрацювала б, або змусила б Бутчера почати руйнівний шлях і вбити всіх супермогутніх, і каже йому, що він син свого батька. Коли Бутчер вибігає, Райан намагається зупинити його, кажучи, що пообіцяв залишитися з ним, на що Бутчер зривається на нього і звинувачує в смерті Бекки.
Бутчер укладає угоду з колишнім босом Французького, домінаторкою та лідером банди «Маленька Ніна», отримуючи транспорт Хлопців до Росії та місцезнаходження B.C.L. Red в обмін на вбивство олігарха, що Бутчер змушує Кіміко виконати. Під час нападу на дослідницьку лабораторію, де нібито зберігається B.C.L. Red, Бутчер використовує свій лазерний зір, активований Temp-V, щоб врятувати Хлопців від охоронців, а його надсильну силу, щоб відкрити капсулу з B.C.L. Red (який виявляється Солдатом Боєм, тепер здатним випромінювати радіоактивні вибухи після експериментів росіян). За винятком Х'юї, який використав його без схвалення або знання Бутчера, Хлопці не схвалюють використання Temp-V. Після втечі Солдата Боя і повернення Хлопців до Нью-Йорка, Бутчер повідомляє Мев про події невдалої місії. Порушивши свої обіцянки з приводу тверезості і зблизившись через спільну ненависть до Гоумлендера, Бутчер лютує про корупцію супермогутніх і своє бажання знищити їх усіх, після чого вони займаються сексом. Коли Солдат Бой, який проникає до Америки, на новинах знищує brownstone в радіоактивному вибуху, Бутчер, Х'юї та М. М. об'єднуються, щоб знайти його. Дізнавшись від Легенди, колишнього віце-президента Войт з управління героями та інформатора і союзника Хлопців, що Солдат Бой планує полювати на своїх колишніх товаришів по команді Пейбеку заради помсти, Бутчер, Х'юї та М. М. захоплюють Кримсон Кантесу, подругу Солдата Боя та першу ціль. М. М., дідусь якого був убитий Солдатом Боєм, отримує наркотики від Бутчера, щоб не заважати його плану запропонувати Кантесу Солдату Бою як жест доброї волі, сподіваючись об'єднатися з ним, щоб вбити Гоумлендера. Це відчужує Бутчера від М. М., який вважає його лицеміром.
Бутчер змушує Солдата Боя погодитися допомогти йому та Х'юї вбити Гоумлендера, пригощаючи його їжею з Vought-a-Burger, віскі та Бензедрином, провокуючи його, називаючи Гоумлендера «новим [Солдатом Боєм]», і погоджуючись допомогти йому вбити залишених членів Пейбеку в обмін на це. Першими на черзі є близнюки TNT; він, Х'юї та Солдат Бой вирушають до їхнього будинку в Монтпельє під час 70-річного ювілею «Герогазму», оргії, на яку приходять менш відомі супери. М. М., який разом зі Стайлет іде туди, щоб попередити близнюків, не може битися зі Солдатом Боєм (і навпаки) через Бутчера. Бутчер дозволяє М. М. вивільнити свою роздратованість і гнів на ньому, не завдаючи фізичної шкоди через прийом V24, і перевіряє, чи той все ще жив після того, як Солдат Бой випадково знищує маєток, вбиваючи близнюків TNT і багатьох гостей під час нападу, спровокованого посттравматичним стресовим розладом (ПТСР). Після того як Гоумлендер прибуває, Бутчер, Солдат Бой та Х'юї на короткий час скуповують його, хоча Гоумлендеру вдається втекти.
Йдучи за Міндстормом, ще одним колишнім членом Пейбеку, Бутчер дає Солдату Бою марихуану, щоб запобігти його черговому нападові ПТСР. Дезорієнтований вибухом гранати, активованої за допомогою тросового дроту, Бутчер підпадає під контроль Міндсторма, який вводить його в транс і змушує переживати свої найгірші спогади до смерті від сильного зневоднення. Бажаючи вбити Міндсторма, єдиного, хто може воскресити Бутчера, Солдат Бой залишає Бутчера помирати, вважаючи, що той готовий померти, якщо це дозволить виконати його обіцянку вбити Гоумлендера. Бутчер спостерігає, з третіх осіб, за своїми спогадами про знущання, яких він зазнав від батька, щоб захистити молодшого брата Ленні, свою атаку на директора школи після того, як його зловили на продажу марихуани та порівняли з батьком, під час якої він випадково вдарив Ленні, і благання брата не йти служити, щоб не залишити Ленні наодинці під впливом повного насильства їхнього батька. Після того як Х'юї розчаровується в Солдаті Бої, він рятує Міндсторма, щоб воскресити Бутчера в обмін на телепортацію в безпечне місце. За мить до того, як Бутчер має бути відновлений, Ленні лають його за те, що він убив близьких до нього людей, зокрема його і Бекку, і наражає Х'юї на небезпеку, змушуючи свідком самогубства Ленні. Через кілька хвилин після виходу з транс Бутчер на мить плутає Х'юї з Ленні та приходить на допомогу, після того як Солдат Бой вдарив його в відплату за порятунок Міндсторма. Після того, як Енні повідомляє Бутчерові, що V24 викликає ураження мозку і смерть після трьох-п'яти доз, вона вимагає, щоб він повідомив Х'юї. Однак, коли Бутчер вже готовий сказати йому це, він натомість говорить, що їм потрібно вирушити до Flatiron Building, щоб забрати більше.
На зворотному шляху до Нью-Йорка Бутчер, коментуючи, що Х'юї є «точною копією [його] молодшого брата», вдаряє Х'юї в сон і залишає його, щоб запобігти вживанню ним більше Комплекту V. Після того, як Солдат Бой дізнається від Міндсторма, що він є біологічним батьком Гоумлендера, Бутчер говорить йому, що Гоумлендер не є його «сином», кажучи, що «кров не має значення». Солдат Бой погоджується з цим, і він, Бутчер і Мев вирушають до Войт Тауера, щоб вбити Гоумлендера. Коли вони прибувають, вони виявляють, що він привів Райана, з яким Гоумлендер намагається емоційно маніпулювати Солдатом Боєм, намагаючись змусити його стати на свій бік. Спроба зазнає невдачі, і всі три супери готові вбити Гоумлендера, коли Райан намагається зупинити їх, нападаючи на Солдата Боя. У відповідь Солдат Бой вдаряє Райана; це викликає гнів Бутчера, оскільки він залишається налаштованим виконати свою обіцянку Бекці, і він залишає мету вбивства Гоумлендера, щоб атакувати Солдата Боя натомість. Вони б'ються, поки Мев не звалює Солдата Боя, дозволяючи Гоумлендеру втекти з Райаном. У результаті Бутчер дізнається, що він термінально хворий через надмірне використання Комплекту V, з лише роком або 18 місяцями життя.
Бутчер змушує Солдата Боя погодитися допомогти йому та Х'юї вбити Гоумлендера, пригощаючи його їжею з Vought-a-Burger, віскі та Бензедрином, провокуючи його, називаючи Гоумлендера «новим [Солдатом Боєм]», і погоджуючись допомогти йому вбити залишених членів Пейбеку в обмін на це. Першими на черзі є близнюки TNT; він, Х'юї та Солдат Бой вирушають до їхнього будинку в Монтпельє під час 70-річного ювілею «Герогазму», оргії, на яку приходять менш відомі супери. М. М., який разом зі Стайлет іде туди, щоб попередити близнюків, не може битися зі Солдатом Боєм (і навпаки) через Бутчера. Бутчер дозволяє М. М. вивільнити свою роздратованість і гнів на ньому, не завдаючи фізичної шкоди через прийом V24, і перевіряє, чи той все ще жив після того, як Солдат Бой випадково знищує маєток, вбиваючи близнюків TNT і багатьох гостей під час нападу, спровокованого посттравматичним стресовим розладом (ПТСР). Після того як Гоумлендер прибуває, Бутчер, Солдат Бой та Х'юї на короткий час скуповують його, хоча Гоумлендеру вдається втекти.
Йдучи за Міндстормом, ще одним колишнім членом Пейбеку, Бутчер дає Солдату Бою марихуану, щоб запобігти його черговому нападові ПТСР. Дезорієнтований вибухом гранати, активованої за допомогою тросового дроту, Бутчер підпадає під контроль Міндсторма, який вводить його в транс і змушує переживати свої найгірші спогади до смерті від сильного зневоднення. Бажаючи вбити Міндсторма, єдиного, хто може воскресити Бутчера, Солдат Бой залишає Бутчера помирати, вважаючи, що той готовий померти, якщо це дозволить виконати його обіцянку вбити Гоумлендера. Бутчер спостерігає, з третіх осіб, за своїми спогадами про знущання, яких він зазнав від батька, щоб захистити молодшого брата Ленні, свою атаку на директора школи після того, як його зловили на продажу марихуани та порівняли з батьком, під час якої він випадково вдарив Ленні, і благання брата не йти служити, щоб не залишити Ленні наодинці під впливом повного насильства їхнього батька. Після того як Х'юї розчаровується в Солдаті Бої, він рятує Міндсторма, щоб воскресити Бутчера в обмін на телепортацію в безпечне місце. За мить до того, як Бутчер має бути відновлений, Ленні лають його за те, що він убив близьких до нього людей, зокрема його і Бекку, і наражає Х'юї на небезпеку, змушуючи свідком самогубства Ленні. Через кілька хвилин після виходу з транс Бутчер на мить плутає Х'юї з Ленні та приходить на допомогу, після того як Солдат Бой вдарив його в відплату за порятунок Міндсторма. Після того, як Енні повідомляє Бутчерові, що V24 викликає ураження мозку і смерть після трьох-п'яти доз, вона вимагає, щоб він повідомив Х'юї. Однак, коли Бутчер вже готовий сказати йому це, він натомість говорить, що їм потрібно вирушити до Flatiron Building, щоб забрати більше.
На зворотному шляху до Нью-Йорка Бутчер, коментуючи, що Х'юї є «точною копією [його] молодшого брата», вдаряє Х'юї в сон і залишає його, щоб запобігти вживанню ним більше Комплекту V. Після того, як Солдат Бой дізнається від Міндсторма, що він є біологічним батьком Гоумлендера, Бутчер говорить йому, що Гоумлендер не є його «сином», кажучи, що «кров не має значення». Солдат Бой погоджується з цим, і він, Бутчер і Мев вирушають до Войт Тауера, щоб вбити Гоумлендера. Коли вони прибувають, вони виявляють, що він привів Райана, з яким Гоумлендер намагається емоційно маніпулювати Солдатом Боєм, намагаючись змусити його стати на свій бік. Спроба зазнає невдачі, і всі три супери готові вбити Гоумлендера, коли Райан намагається зупинити їх, нападаючи на Солдата Боя. У відповідь Солдат Бой вдаряє Райана; це викликає гнів Бутчера, оскільки він залишається налаштованим виконати свою обіцянку Бекці, і він залишає мету вбивства Гоумлендера, щоб атакувати Солдата Боя натомість. Вони б'ються, поки Мев не звалює Солдата Боя, дозволяючи Гоумлендеру втекти з Райаном. У результаті Бутчер дізнається, що він термінально хворий через надмірне використання Комплекту V, з лише роком або 18 місяцями життя.

##### Сезон 4 (2024)
Шість місяців після діагнозу, у Бутчера залишилося шість місяців життя, під час яких він страждає від головних болів і чорних мас, схожих на черв'яків, які скручуються в його тілі, що, за словами Гоумлендера, повністю покрили його мозок. Він також страждає від насильницьких галюцинацій Бекки. Після невдалої спроби тримати Райана подалі від Гоумлендера Бутчер звертається до Нюман з пропозицією: Нюман бере Райана, а Бутчер знищує файли Red River, які могли б розкрити її як супера. Після галюцинації Бекки Бутчер припиняє угоду та зберігає файли, прагнучи дістатися до Райана.
Десь через деякий час Бутчер сердито відштовхує «Хлопців», після того як розкриває свій залишок часу на життя. Мати Молока (М. М.) звільняє його, але Бутчер все ж слідує за ними та допомагає їм. Виникає бійка між Бутчером і М. М., в результаті якої Бутчер отримує сильні удари та відправляється геть. Вважаючи, що «Хлопці» в небезпеці через Фаєркракера і Сплінтера, він вдаряє першого в безсвідомість і вбиває другого, що він використовує, щоб спробувати знову інтегрувати «Хлопців», але без успіху.
Його друг Джо Кесслер пропонує йому заспокійливі для Райана, які він використовує у рецепті печива. Проте, замість цього він і Райан зближаються, що ненавидить Кесслер, оскільки боїться, що Райан стане «наступним Гоумлендером». Вранці його здоров'я погіршується, і хвороба змушує його впасти — і випадково порізати себе, впавши головою на кран. У цей момент галюцинації Бекки стають більш вербально агресивними. М. М. реінтегрує його в «Хлопців», і двоє з них зустрічаються з Фаєркракером через її статеве насильство, використовуючи відеофайл, наданий їм ЦРУ. Результат є безрезультатним, коли Фаєркракер сама це викриває. Проте, Бутчер вдається вкрасти ключі від трейлера Фаєркракера і просить М. М. виконати його завдання, якщо він помре раніше. Пізніше він б'ється з Езекиелем, коли ловить «Хлопців» за шпигунством за Фаєркракером. Відрізавши одну з рук Езекиеля, він розриває його на шматки, втрачаючи свідомість через боротьбу, не в змозі пояснити ситуацію. Пізніше він ловить Х'юї та А-Трейна, які діляться розмовою та обмінюються флаконом Комплекту V. Під час зіткнення Бутчер розкриває своє використання Комплекту V в надії вилікувати свою хворобу, але в результаті це лише прискорює її, і запитує у галюцинації Бекки, що сталося з Езекиелем.
Пізніше, шукаючи вірус, який міг би вбити суперів, Бутчер знаходить кролика під V24, який помирає від щупалець, що виходять із його живота, натякаючи на його сили. Вони знаходять вченого, відповідального за це, Саміра, і Бутчер захоплює його та ампутує, щоб посилити вірус настільки, щоб він міг вбити Гоумлендера. Однак він дізнається, що це призведе до геноциду суперів, включаючи Райана, Енні та Кіміко як жертв. Кесслер намагається переконати його це зробити, що виявляється ще однією галюцинацією, що відображає його темну сторону; під час місії Бутчер залишив справжнього Кесслера помирати, а його галюцинація є вбивцею Езекиеля. Після реінтеграції як боса, він розкриває свій план «Хлопцям», не бажаючи геноциду. Потім Бутчер дізнається про спробу замаху на Сінгера. Того ж дня він впадає в кому через свою хворобу і потрапляє до лікарні.
Відвіданий Маллорі та Райаном, Бутчер намагається переконати Райана втекти від Гоумлендера, що закінчується погано; побачивши, як Маллорі вбивають, він піддається своїй темнішій стороні і дозволяє Кесслеру дати йому його сили. Потім він використовує свої щупальці, щоб вбити Нюман, перш ніж зрадити «Хлопців», викравши вірус. Коли він їде в ніч, Бутчер швидко усміхається Кесслеру, адже він все ще працює з ним, продовжуючи реалізувати свій план геноциду суперів.

#### Ген V(2023)
Біллі Бутчер з'являється в кінці першого сезону Ген V у сцені після титрів. Його бачать, як він проходить через руїни «Лісу» під час свого розслідування.

#### Death Battle!(2020)
In the 2020 Prime Video-sponsored The Boys promotional episodes of Death Battle!, Butcher (voiced by Kay Eluvian) participates in the Seven's battle royale, initially winning via making use of a laser baby, before being summarily crushed by Хоумлендер.

#### Діаболічний(2022–дотепер)
У епізоді Хлопаки: Осатанілі під назвою «Я твій наркоторговець», який відбувається в тій же континуумі, що й комікси Хлопців, Бутчер (озвучений Джейсон Ісаакс) стикається з ОД, наркоторговцем, який постачає наркотики безпосередньо суперам від Vought, і шантажує його, змушуючи підробити наркотики Великого Широкого Чудо, внаслідок чого той зіткнеться з Залізним Кастом під час рекламної кампанії, що призведе до загибелі обох. Сміючись після цього, Бутчер розповідає ОД про злочини пари, перш ніж піти разом з Ві Х'юї. Він говорить Х'юї, що планує зробити його керівником ОД і запитує, чи сподобалося йому те, що сталося. У відповідь Х'юї лише може сказати: «Визначте, що таке сподобалося».

### Короткі фільми

#### Бутчер(2020)
Короткий фільм Бутчер, що відбувається між першим і другим сезонами, слідкує за Бутчером, який перебуває в розшуку після того, як його підставили за вбивство Стілвелл. Після того, як він звертається по допомогу до свого старого друга Джока, Бутчер лупцює його до смерті після того, як Джок викликає поліцію.

#### Містер Бутчер(2022)
Короткий фільм Містер Бутчер показує Бутчера, який відвідує початкову школу як гість-лектор, навчаючи дітей бути обережними з суперами, розповідаючи про багато способів, якими їх можна вбити, і заохочуючи страх і ненависть до них замість захоплення.

## Сили та здібності
Біллі Бутчер — фізично підготовлений колишній оперативник спеціальних сил шпигунської служби, пізніше працевлаштований в ЦРУ, не має суперсили або надзвичайних здібностей, якщо не отримав ін'єкцію з препаратом для покращення Комплекс V. Кожна доза, яка вводиться Бутчеру та іншим членам Хлопців, коштує 19 мільярдів доларів, що дозволяє Бутчеру мати суперлюдську силу та витривалість, даючи йому змогу без особливих зусиль завдавати шкоди та вбивати звичайних людей, а також «суперів». Незважаючи на цю силу, в коміксах Бутчер найчастіше озброєний кувалдою.[джерело?]
У телевізійному серіалі Бутчер, як і інші члени «Хлопців» (за винятком Енні / Зоряного світла та Кіміко), не отримує ін'єкцію з Комплектом V і тому не має суперсили. У третьому сезоні Бутчер отримує V24, нестабільний варіант Комплексу V, який надає суперсили на двадцять чотири години. Коли Бутчер вводить V24, він отримує суперсильність, швидкість, витривалість та витривалість, разом із золотистим тепловим зором. Це дає Бутчеру численні пухлини, які повільно погіршують його здоров'я. У четвертому сезоні виявляється, що Бутчер вводив собі Комплект V, щоб вилікувати свою хворобу, але це тільки прискорило її. Протягом сезону Бутчер бореться з погіршенням своїх розумових здібностей через галюцинації, із натяками на те, що його експерименти з Комплектом V мали небажані, насильницькі та потужні побічні ефекти. У фіналі сезону, коли Бутчер піддається своїм темним бажанням до насильства, його пухлини виявляються активованими Комплектом V, що дозволяє Бутчеру витягувати їх з тіла у вигляді темних щупалець плоті, достатньо міцних, щоб розірвати суперів навпіл.[джерело?]

## Розвиток
Біллі Бутчер був задуманий як пародія на Каратель,Шаблон:Irrelevant citation персонажа, якого творець серіалу Гарт Енніс писав дев'ять років, перш ніж створити Хлопців. Обидва персонажі є сімейними людьми, які стають насильницькими, незбалансованими мстителями, дозволяючи постійній спраги помсти повністю захопити їх. Спочатку персонаж належав DC Comics для першого тому, поки права не повернулися до Dynamite Entertainment.
Після сюжетної арки, в якій вирішуються проблеми корупції супергероїв і Гоумлендер та Сімка зазнають поразки, Біллі зраджує та вбиває інших членів «Хлопців» і має їх вбитими, щоб усунути всіх суперів у світі, встановлюючи себе як фінального антагоніста серії. Х'юї Кемпбелл, розлючений цим актом зради, вбиває Біллі склом. Незважаючи на смерть, Біллі хвалить Х'юї і помирає з усмішкою на обличчі, а Х'юї каже Енні, що Бутчер, мабуть, бореться в пеклі.

## Сприйняття
Зображення Карла Урбана як Біллі Бутчера в Prime Video стрімінг-телебачення адаптації «Хлопців» отримало позитивні відгуки, а його міжособистісні стосунки з Х'юї Кемпбелл (виконаний Джеком Куейдом) та Матер'ю Молоко «ММ» (виконаний Лазом Альонсо) були високо оцінені.